# أليسون سيمونز
أليسون سيمونز (بالإنجليزية: Alison Simmons) هي فيلسوفة أمريكية، ولدت في 1965.